# Felix Blumenfeld
Felix Michajłowicz Blumenfeld (ros. Фе́ликс Миха́йлович Блуменфе́льд; ur. 7 kwietnia?/19 kwietnia 1863 w Kowaljowce koło  Chersonia, zm. 21 stycznia 1931 w Moskwie) – rosyjski pianista, kompozytor, dyrygent i pedagog polsko-żydowskiego pochodzenia.

## Życiorys
Był najmłodszym synem z siedmiorga dzieci Michała Franca Blumenfelda, Austriaka pochodzenia żydowskiego i Marii z Szymanowskich, starego polskiego rodu. Jego starszy brat, Stanisław (1850-1898) był pianistą i pedagogiem muzycznym. Obaj bracia byli zaczątkiem kręgu rodzinnego i muzycznego, do którego potem należeli m.in. Heinrich Neuhaus oraz Karol Szymanowski i jego muzycznie uzdolnione rodzeństwo.
W roku akademickim 1880/81 był studentem wydziału inżynieryjnego Politechniki Ryskiej, gdzie został przyjęty do Korporacji Akademickiej Arkonia. Następnie w latach 1881–1885 studiował w Konserwatorium Petersburskim kompozycję u Nikołaja Rimskiego-Korsakowa i grę fortepianową u Fedora Steina. Następnie w latach 1885–1905 i 1911–1918 prowadził tam klasę fortepianu, od 1897 jako profesor. 
Równocześnie w latach 1895–1911 był dyrygentem Teatru Maryjskiego w Petersburgu. Pod jego dyrekcją miały miejsce m.in. premierowe wystawienia oper Rimskiego-Korsakowa oraz Tristana i Izoldy Richarda Wagnera. W 1908 dyrygował paryską premierą opery Borys Godunow Modesta Musorgskiego, w wykonaniu zespołu Teatru Maryjskiego.
W latach 1918–1922, był profesorem, a w latach 1920–1922 dyrektorem Kijowskiego Konserwatorium, gdzie jednym z jego uczniów był wybitny pianista, Vladimir Horowitz. Od 1922 do swojej śmierci w 1931 wykładał w Konserwatorium Moskiewskim. Wśród jego uczniów byli m.in. Simon Barer, Marija Judina oraz Marija Grinberg.
Blisko współpracował z Antonem Rubinsteinem, Nikołajem Rimskim-Korsakowem, Aleksandrem Głazunowem, Siergiejem Rachmaninowem i Fiodorem Szalapinem. Prowadził szeroką działalność koncertową jako pianista. Jego liryczno-heroiczny styl wykonawczy wyraźnie wskazywał na wpływ Antona Rubinsteina. Był prawykonawcą wielu utworów fortepianowych Głazunowa, Anatolija Ladowa, Antona Arienskiego i innych.

## Twórczość
Jego kompozycje, pozostające pod wpływem Fryderyka Chopina i Antona Rubinsteina, zostały zapomniane po jego śmierci. Największą popularność zyskały swego czasu Allegro de concert na fortepian z orkiestrę op. 7, Symfonia c-moll op. 39 oraz utwory fortepianowe: Variations caractéristiques op. 8, Sonata-Fantaisie op. 46 i 24 préludes op. 17, a także cykl pieśni Весна (Wiosna).